# Lessing-Gymnasium und Lessing-Berufskolleg
Das Lessing-Gymnasium und Lessing-Berufskolleg der Stadt Düsseldorf ist eine städtische Schule, an der Gymnasium und Berufskolleg unter derselben Leitung stehen und von demselben Kollegium unterrichtet werden. Das Lessing-Gymnasium und Lessing-Berufskolleg wurde nach Gotthold Ephraim Lessing benannt. Im Jahr 2007 wurde das Lessing-Gymnasium und Lessing-Berufskolleg zur ersten NRW-Sportschule in Kooperation mit Fortuna Düsseldorf ausgewählt.

## Geschichte

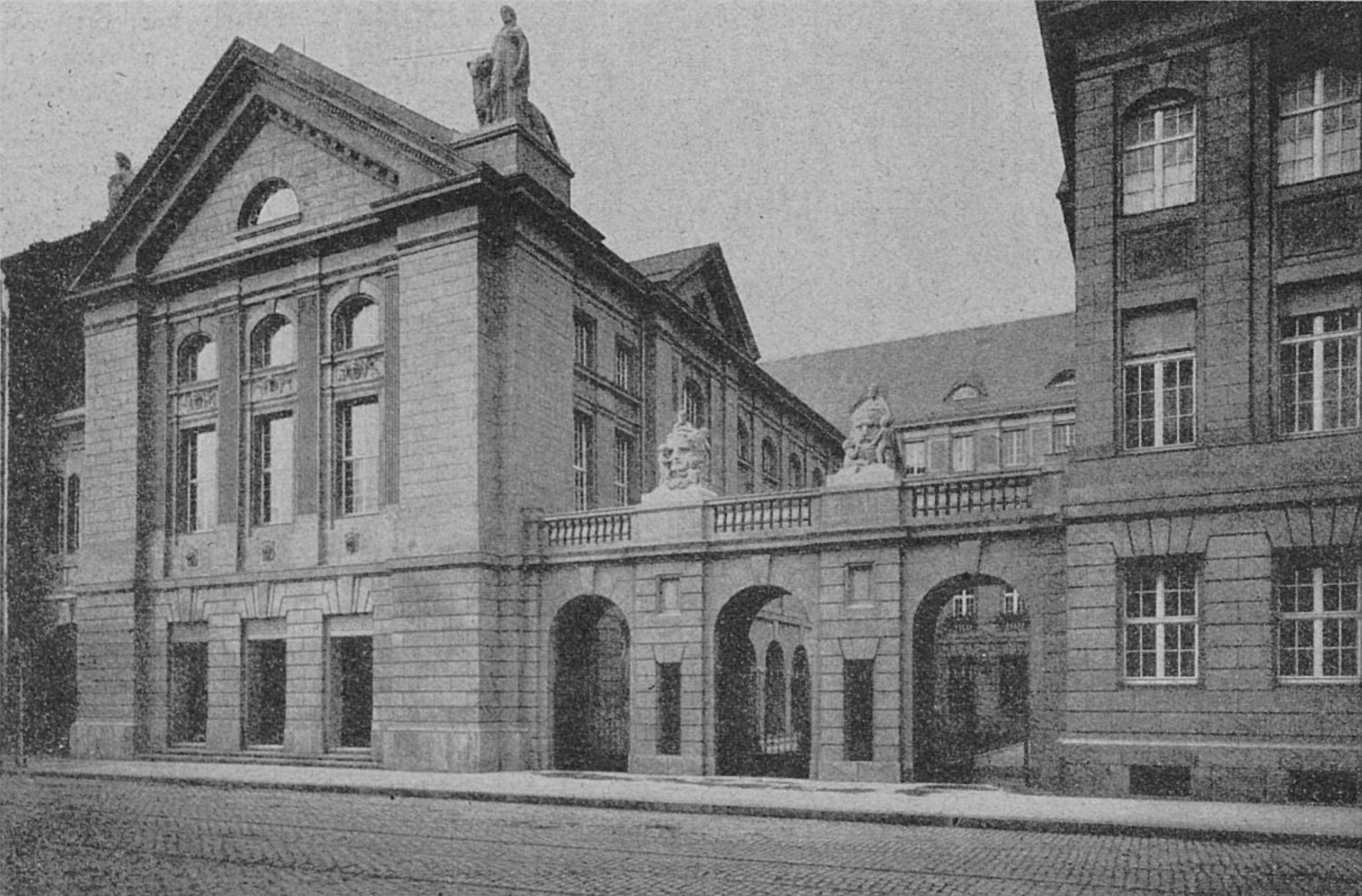
Lessingschule an der Ellerstraße wurde im September 1913 eingeweiht; der gesamte Bauschmuck wurde bei Bombenangriffen zerstört.

Das Lessing-Gymnasium und Lessing-Berufskolleg wurde im Jahr 1910 als Realschule gegründet. Bis zu ihrem Umzug im Jahr 1913 hatte sie ihren Standort am Fürstenwall in Düsseldorf. Mit dem Umzug an die Ellerstraße im Jahr 1913 erhielt sie auch den Namen „Lessing“. Im Jahr 1916 wurde das Lessing-Gymnasium und Lessing-Berufskolleg zur Oberrealschule ernannt. Im August 2007 wurde die Schule zur ersten NRW-Sportschule in Kooperation mit Fortuna Düsseldorf ausgewählt. Sieben Jahre später wurde am 31. Januar 2014 das Lessing-Gymnasium und Lessing-Berufskolleg zur Eliteschule des Fußballs ernannt.

## Wege zum Abitur
Das Lessing-Gymnasium und Lessing-Berufskolleg bietet sieben verschiedene Wege an, das volle Abitur zu erlangen: vier am Gymnasium und drei am Berufskolleg. Durch das Berufskolleg kommen neue Schüler für die Oberstufe neu hinzu, die in der Sekundarstufe I eine andere Schule oder Schulform besucht haben.

### Lessing-Gymnasium
Bei jedem Profil wird der zukünftige Leistungskurs in der Einführungsphase gewählt. 
Am Gymnasium bleibt der Klassenbestand der Sekundarstufe I nicht erhalten, dafür werden Kurse gewählt. In diesen Kursen werden die Schüler aus den unterschiedlichen Lernprofilen zusammen vermischt.
| Gymnasium    | Leistungskurs        |
| ------------ | -------------------- |
| Lernprofil 1 | Sozialwissenschaften |
| Lernprofil 2 | Englisch             |
| Lernprofil 3 | Sport                |
| Lernprofil 4 | Informatik           |

### Lessing-Berufskolleg
Das Lessing-Berufskolleg führt mittlerweile nur noch einen Bildungsgang im Bereich des beruflichen Gymnasiums:
| Berufskolleg     | Leistungskurse     | Ausbildung          |
| ---------------- | ------------------ | ------------------- |
| Bildungsgang D17 | Biologie und Sport | Freizeitsportleiter |

## Erfolge

### Sportliche Erfolge

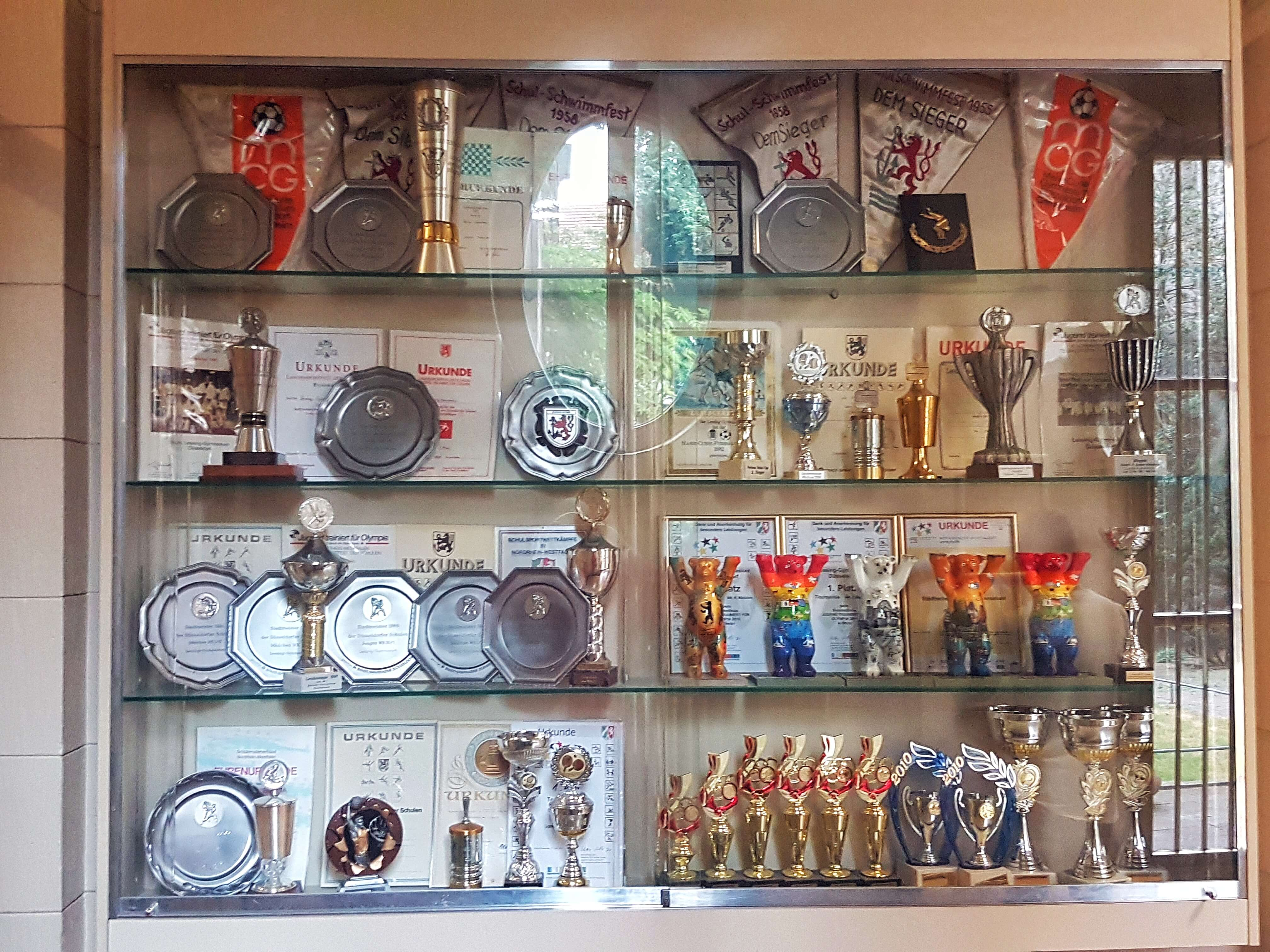
Trophäensammlung des Lessing-Gymnasiums und Lessing-Berufskollegs im Eingangsbereich der Schule

| Jahr | Sportart    | Meisterschaften               | Platzierung |
| ---- | ----------- | ----------------------------- | ----------- |
| 2018 | Tischtennis | Schulweltmeisterschaften      | 7. Platz    |
| 2018 | Tischtennis | Deutsche Schulmeisterschaften | 1. Platz    |
| 2018 | Fußball     | Landesmeisterschaften         | 1. Platz    |
| 2018 | Tischtennis | Landesmeisterschaften         | 1. Platz    |
| 2018 | Basketball  | Landesmeisterschaften         | 1. Platz    |
| 2017 | Schwimmen   | Stadtmeisterschaften          | 1. Platz    |
| 2016 | Tischtennis | Schulweltmeisterschaften      | 1. Platz    |
| 2015 | Tischtennis | Landesmeisterschaften         | 1. Platz    |

### Weitere Erfolge
Jugend forscht: Vectornator
Vladimir Danila gewann 2017 den Bundeswettbewerb Jugend forscht mit seiner App Vectornator in der Kategorie „Mathematik/Informatik“. Vectornator ist eine App für iOS, die es ermöglicht, Vektorgrafiken direkt auf dem iPad zu erstellen und zu bearbeiten. Somit lassen sich die Bilder beliebig skalieren.